# Stade Linité
Stade Linité (ang. Unity Stadium) – to wielofunkcyjny stadion w stolicy Seszeli, Victorii. Najczęściej pełni rolę stadionu piłkarskiego a swoje mecze rozgrywają tam oprócz reprezentacji Seszeli również kluby: St Michel United FC, Red Star FC, St Louis Suns United FC, Northern Dynamo FC, Foresters FC. Został zbudowany w 1992 roku i pomieści 10 000 widzów.